# La Muette de Portici (film)
Pour plus de détails, voir Fiche technique et Distribution.
La Muette de Portici (La muta di Portici) est un film italien réalisé par Giorgio Ansoldi, sorti en 1952.

## Fiche technique
- Titre français : La Muette de Portici[1]
- Titre : La muta di Portici
- Réalisation : Giorgio Ansoldi
- Scénario : Giorgio Ansoldi, Cesare Ardolino, Alessandro De Stefani et Giacinto Solito d'après La Muette de Portici d'Eugène Scribe
- Photographie : Alvaro Mancori
- Montage : Cesare Ardolino
- Musique : Costantino Ferri
- Pays d'origine : Italie
- Genre : drame
- Durée : 92 minutes
- Date de sortie : 
  - Italie : 1952
  - France : 1963[1]

## Distribution
- Flora Mariel (it) : Lucia Aniello
- Paolo Carlini : Tommaso Aniello
- Doris Duranti : Elvira d'Herrera
- Octavio Señoret (it) : Alfonso
- Raf Pindi (it) : Rodriguez Ponce de Léon
- Umberto Sacripante : la voyante
- Isarco Ravaioli (non crédité)